# Ragnhild Hveger
Ragnhild Tove Hveger, née le 10 décembre 1920 à Nyborg et morte le 1er décembre 2011, est une nageuse danoise, surnommée « Le Torpedo d'or ».

## Carrière
Elle remporte aux Jeux olympiques d'été de 1936 la médaille d'argent sur 400 mètres nage libre. Aux championnats d'Europe de natation 1938, elle obtient trois médailles d'or dans les courses suivantes : 100 mètres nage libre, 400 mètres nage libre et 4 × 100 mètres nage libre.
En 1966, elle entre à l'International Swimming Hall of Fame.
En 1996, elle a été nommée « Sportive du siècle » au Danemark.